# Православна церква Чеських земель і Словаччини
Правосла́вна це́рква в че́ських землях та в  Словаччині (словац. Pravoslávna cirkev v českých krajinách a na Slovensku, чеськ. Pravoslavná církev v českých zemích a na Slovensku) — автокефальна помісна православна церква, що має 14-те місце в диптиху автокефальних помісних Церков. Використовує у своїй літургії візантійський обряд, словацьку, чеську мови та новоюліанський календар, вона є частиною Східного християнства. За чеським переписом 2011 року в ній було 20 533 віруючих. Однак інтерес до православних літургій високий в обох країнах, оскільки крім постійних відвідувачів, є велика кількість вірян з числа туристів, тимчасових іноземців та робітників зі Східної Європи. У Чехії їх кількість оцінюється в сто тисяч.
Сьогоднішня назва церкві дана на підставі постанови парламенту від грудня 1992 року про зміну назви. До того часу вона носила назву Правосла́вної це́ркви в Че́хослова́ччині, під якою вона була автономним екзархатом Російської православної церкви з 1946 року, а з 1951 року отримала автокефалію від Російської православної церкви. У 1950–1968 рр. до неї також були включені словацькі греко-католики, оскільки Словацька греко-католицька церква була заборонена державою. 27 серпня 1998 року автокефальність православної церкви в Чехії та Словаччині була підтверджена Вселенським патріархатом. Церква має два митрополичі собори, але має лише одного митрополита, єдиний Священний Синод Єпископів та єдині місцеві збори.

## Історія
На території Великоморавського князівства християнство прийшло у 863 році завдяки місіонерській діяльності рівноапостольних Кирила і Методія. Пізніше, однак, християнство на чеських і словацьких землях розвивалося під опікою Латинської церкви, а східне православ'я утрималось лише у Мукачівській єпархії, що охоплювала переважно територію Карпатської України. У результаті Ужгородської унії 1646 року більшість священнослужителів цієї єпархії ввійшли в унію з Католицькою церквою.

### Заснування

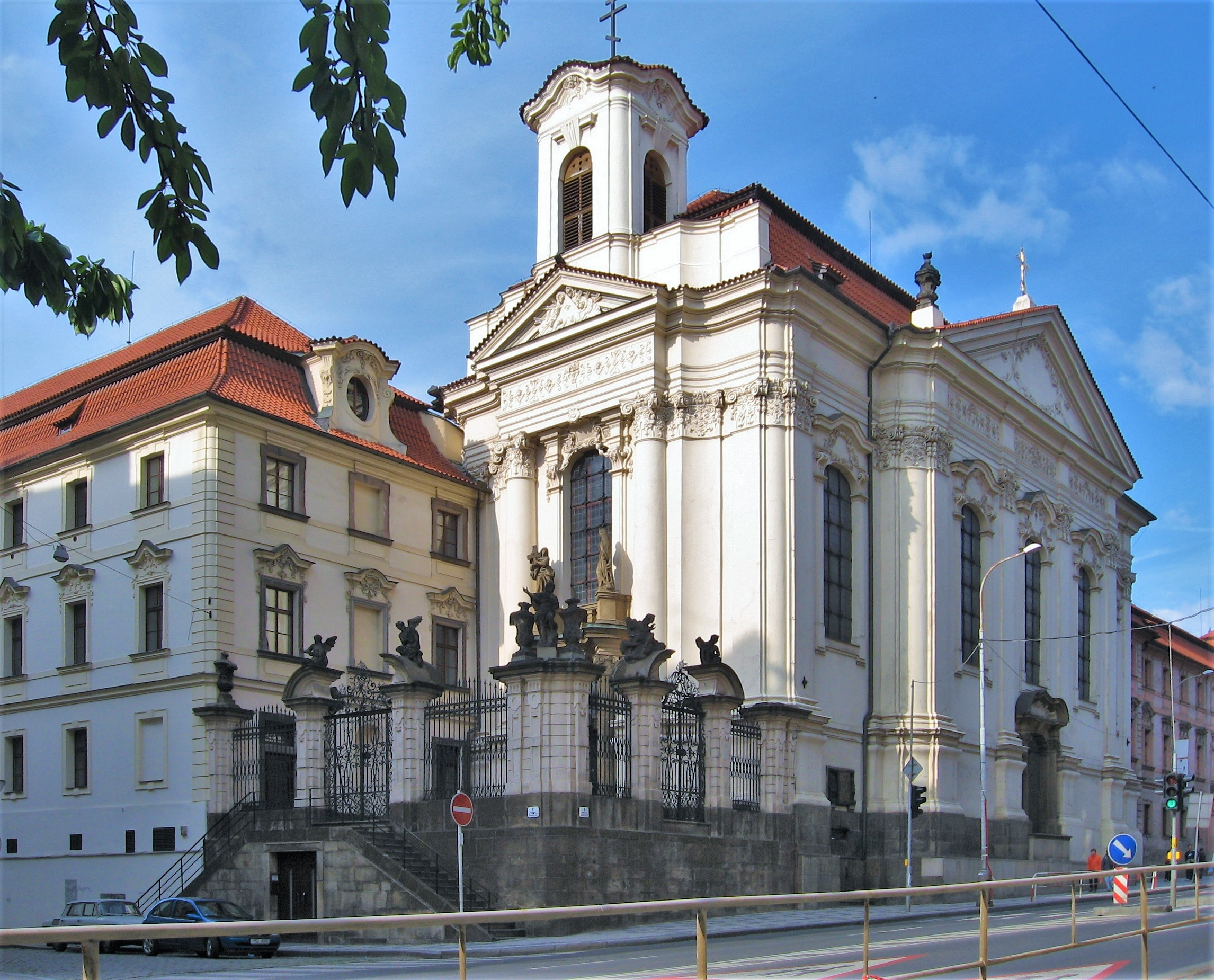
Катедральний собор св Кирила і Методія у Празі

Церква Чехії та Словаччини має як давню, так і дуже сучасну історію. Нинішня церква займає землю Великої Моравії, де брати св. Кирило і Методій розпочали свою місію серед слов'ян, запровадивши літургійний і канонічний порядок православної церкви, перекладений на церковнослов'янську мову, використовуючи переважно грецькі кальки для пояснення понять, для яких не існувало слов'янського терміну. перший слов’янський алфавіт, суміш грецьких та єврейських символів із кількома власними вигаданими символами, що представляють унікальні слов’янські звуки.:190:191
Це було зроблено на пряме запрошення могутнього правителя Моравії Растислава. Проте в межах Моравської держави серед дворянства існувала франкська партія, яка бажала тісніших зв'язків з Королівством Франція, правитель якої Людовик Німецький був номінальним сюзереном Ратислава, а франкський єпископ мав церковну юрисдикцію над невеликою частиною домену Ратислава, що раніше прийняли християнство. Незважаючи на фотіанський розкол, церкви Риму та Константинополя все ще зберігали деяку подобу єдности, і Папа Миколай I не хотів бачити утворення великої незалежної франкської церкви в Центральній Європі. Коли апеляція до церковної справи була подана до Риму, Микола викликав до свого суду і Кирила, і Методія, і скаржливі сторони франків, щоб вислухати їх. Микола помер до їхнього прибуття, але новий Папа Адріан II досяг компромісу, вислухавши обидві сторони: старослов'янська була затверджена як богослужбова мова поряд з грецькою, єврейською та латинською мовами, а Методій був затверджений єпископом із франкським співавтором, Вічінг. Адріан був переконаний Кириловим пристрасним захистом слов'янської літургії, в якому він цитував 1 Коринтянам 14:19 "І все-таки в церкві я скоріше говорив п'ять слів зі своїм розумінням, щоб своїм голосом міг навчити й інших, ніж десять тисяч слів невідомий язик". Кирило захворів, коли брати ще були в Римі, і на смертному одрі він попросив Методія присягнутися повернутися в Моравію і виконати місію до слов'ян, а не повертатися до монашого життя на горі Олімп, як він задумав.:192–4
Методій дотримав слова і повернувся, але його місія була перервана смертю Ратислава, оскільки новий правитель Сватоплук I Моравський виступив на стороні профранкської партії і віддав Методія у в'язницю майже на три роки, доки його не звільнили через заступництво папи Івана VIII. Протягом наступних десяти років Методій продовжував свою роботу, але смерть Івана VIII в 882 р. позбавила його папського захисту, і Методій помер у 885 р. Після цього Папа Римський Стефан V підтвердив свого швабського співавтора Вічінга як єпископа. Учні Методія були ув'язнені, вислані до Болгарії, як Ґоразд та багато інших, або поневолені. Вислані на чолі з Климентом Охридським та Наумом Преславським мали велике значення для православної віри в вже християнському з 864 року Болгарії, після того, як вони були звільнені з в'язниці та супроведені до Дунаю. У 870 році Вселенський патріархат надав болгарам право мати найстарішу організовану автокефальну слов'янську православну церкву, яка трохи пізніше, з автокефального болгарського архієпископства, стала патріархатом. Головною подією, яка посилює процес християнізації, був розвиток кирилиці в Болгарії в заснованій Літературною школою Наума та Климента Преслава в IX столітті. Кирилиця та літургія старослов’янською слов’янською мовою були оголошені офіційними в Болгарії в 893 році.

### Виживання та відродження

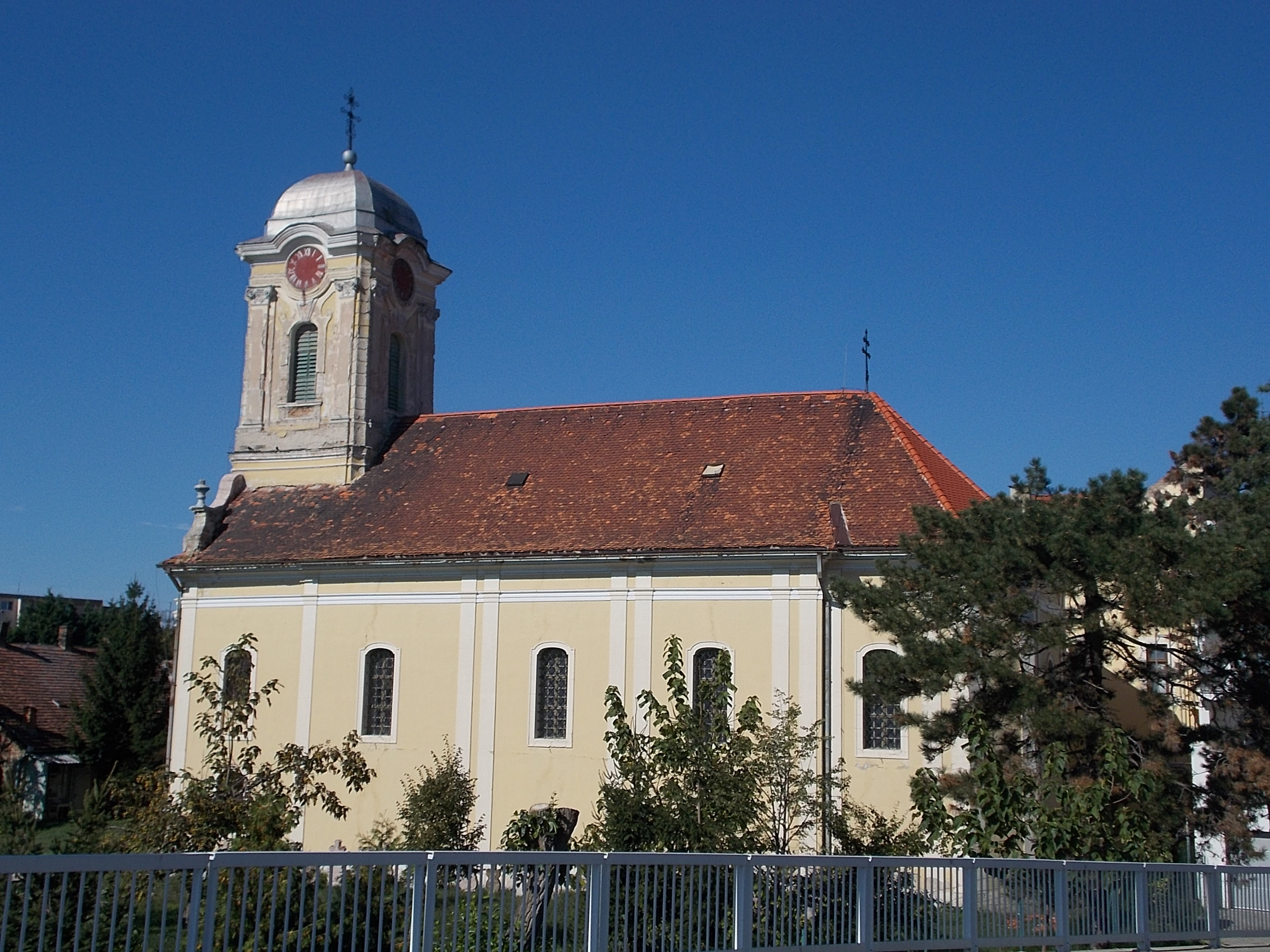
Східна православна церква в м. Комарно (Словаччина), побудована в середині XVIII століття під юрисдикцією Сербської православної єпархії Буди

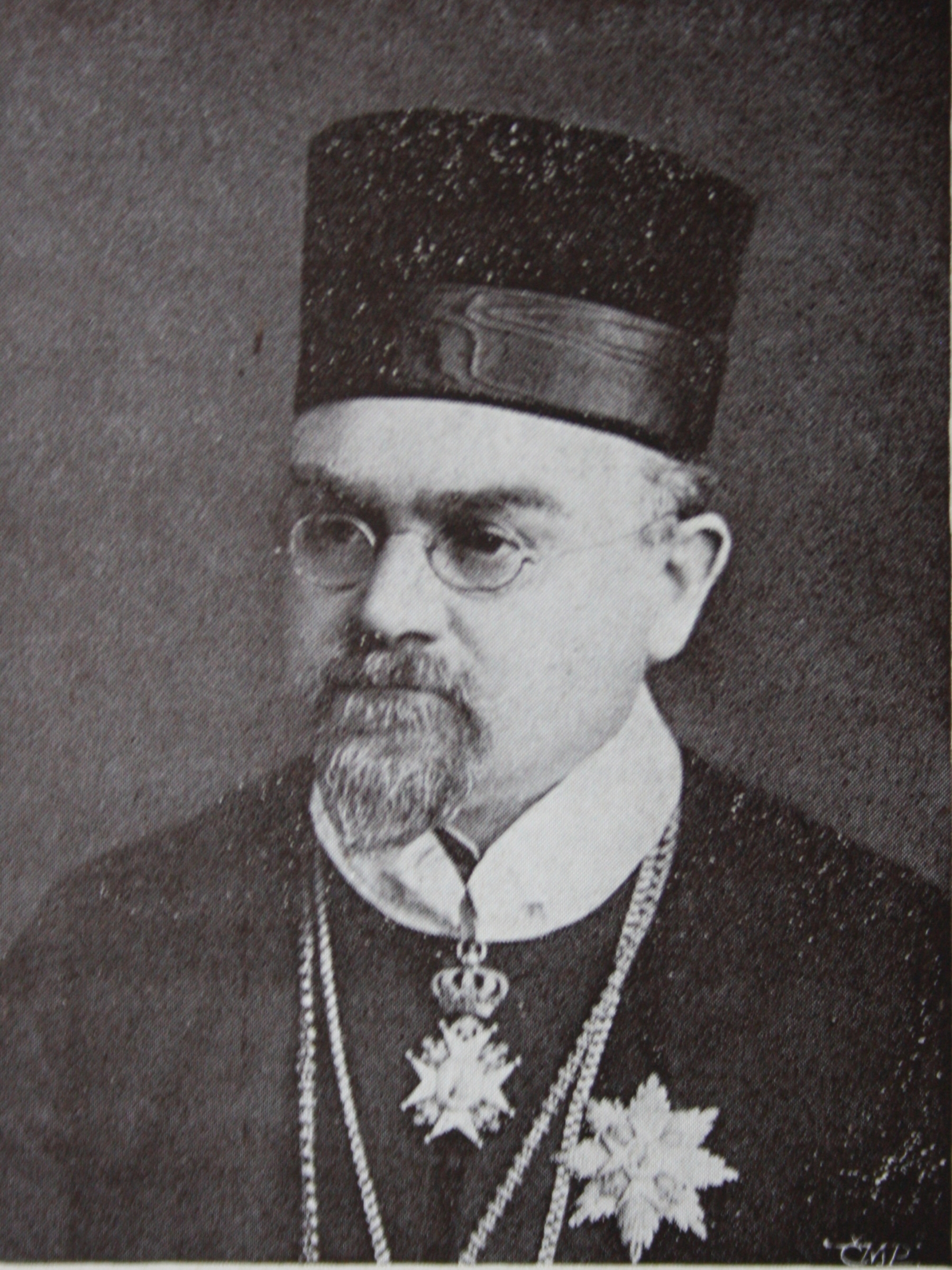
Східно-православний єпископ Празький Ґоразд (1921–1942)

Східно-православний церковний порядок вижив у сучасній Східній Словаччині та сусідніх регіонах завдяки своїй близькости та впливу на Київську Русь, особливо серед населення українців, до середини XVII століття, коли Ужгородська унія була підписана в Угорському королівстві. У часи придушення решта східних православних християн з регіону підтримували свої зв'язки із сусідньою східно-православною єпархією Буди Сербського патріархату Печі, а згодом і з Карловською митрополією. Одна із найбільш північних парафій Сербської православної церкви існувала у словацькому місті Комарно, а місцева церква, побудована в XVIII столітті, стоїть і сьогодні.
1863 року на території Словаччини та Чехії були організовані православні громади, що підлягали Буковинській митрополії. Проте більшість православних на території Чехії та Словаччини були підпорядковані Сербській православній церкві.
В 1903 у Празі виникло товариство «Православна бесіда». У роки Першої світової війни члени товариства були переслідувані Австро-угорською владою, що вважала їх небезпечними.
Після створення Чехословаччини в 1918 році законодавчі обмеження для східного православ'я були зняті. У новій державі східно-православні громади були переважно розташовані у східних частинах країни, включаючи Карпато-Україну, яка була включена до складу Чехословаччини в 1919 році. Мукачівська православна єпархія існувала до 28 серпня 1949 року. У дусі східного православного відродження багато людей у регіоні покинули греко-католицьку церкву. Оскільки східно-православних єпископів у Чехословаччині не було, місцеві лідери звернулись до Сербської православної церкви, бо серби історично та етнічно були близькими до чехів, словаків та українців. Цю думку також підтримали державні органи Чехословаччини (1920). З метою регулювання церковного порядку єпископ Ніський (Сербія) Доситей Васич прибув до Праги і зустрівся з керівниками східно-православної громади, прийнявши їх до повного причастя (1921).
Серед тих, хто прагнув відновити зв'язки зі Східною православною церквою, був католицький священик Матей Павлік, який роками цікавився східним православ'ям. Таким чином Сербська православна церква дала згоду прийняти його у повному спілкуванні, і він став архімандритом з ім'ям Ґоразд, на честь святого Ґоразда Моравського, учня та наступника святого Методія, архієпископа Моравського. 25 вересня 1921 року сербський патріарх Димитріє посвятив архімандрита Ґоразда в єпископа Моравії та Сілезії в соборі Святого Архангела Михаїла в Белграді, Югославія. Єпископ Ґоразд отримав юрисдикцію над чеськими землями.
Ще напередодні Першої світової війни канонічність сербської юрисдикції в Чехії, Словаччині та на Підкарпатській Русі була поставлена під сумнів Константинопольським та Московським патріархами. Ряд священників та монахів були висвячені в монастирях Росії та Константинополя. Крім того, Константинопольський патріарх Іоаким ІІІ призначив екзархом у Галичині й Угорській Русі архієпископа Антонія (Храповицького). Сучасники пояснювали діяльність патріарха тим, що СПЦ не могла виконувати своїх функцій у зв'язку з жорстким контролем австро-угорської влади, і, таким чином, залишила напризволяще православний рух в імперії.
1920 року в Празі адвокат Мілош Червінка реорганізував товариство «Православна бесіда» у «Православну Чеську релігійну громаду», статути якої затвердила 31 березня 1922 року чехословацька влада. Члени цієї православної громади хоча й визнавали верховенство СПЦ, але прагнули мати свого єпископа.
Одночасно, загальне невдоволення й критика Римського єпископату спровокувала до схизми, та створення у 1920 році гуситської церкви. В процесі її формування, відокремилася група, що поставила собі за мету відродження у Чехії та Словаччині Кирило-методіївської традиції і відродження слов'янського обряду (глаголичного). На чолі цього руху стояв ксьондз Матей Павлик (Matěj Pavlík), який 1921 року встановив контакт із Сербським патріархатом і прийнявши ім'я Горазда ІІ отримав єпископську хіротонію в Белграді.
У перші роки свого існування ця церква була підпорядкована Сербській православній церкві і переважно складалася з колишніх вірних католицької церкви.
15 червня 1922 року на загальних зборах православної громади було обрано єпископом для території Чехії, Моравії та Сілезії архімандрита Антоніна (Брабеца) (Antonín Jindřich Brabec), який до цього тривалий час був душпастирем Чехів Волині. 30 серпня 1922 року Міністерство шкіл і народної освіти затвердило рішення зборів. Цього ж дня було розіслано листи до Константинопольського патріарха Мелетія (Метаксакиса), сербського патріарха Димитрія (Павловича), голови РПЦ за кордоном митрополита Антонія (Храповицького), керуючого РПЦ в Західній Європі митрополита Євлогія (Георгієвського). Від двох останніх Савватій (Врабец) отримав вітальні телеграми.
Члени «Православної Чеської релігійної громади» звернулися до сербського патріарха з проханням висвятити Савватія єпископом. Синод сербської церкви відмовив. Тоді Антонін (Брабец), заручившись підтримкою жителів 28 сіл Підкарпатської Русі, подав 30 грудня 1922 року прохання про хіротонію до Константинополя. Константинопольський патріарх Мелетій (Метаксакис) 4 березня 1923 року висвятив Савватія в архієпископи з титулом «архієпископ Празький і всієї Чехословаччини». 6 березня 1923 року було видано томос, який затвердив це призначення.
Згідно з розпорядженням патріарха Мелетія, на території Чехословаччини мали утворюватися три єпархії: Празька, Моравська та Карпатська. Про видання томосу було повідомлено офіційним листом митрополита Антонія (Храповицького), а 1 червня 1923 року його взяв до відома архієрейський собор РПЦ. Сербський синод висловив рішучий протест проти дій Константинопольського патріарха. Таким чином, на території Чехословаччини декілька років діяли одночасно дві юрисдикції: сербська та константинопольська.
Згодом, під тиском уряду Югославії чехи були змушені визнати юрисдикцію сербської церкви.
Крім того, Чехословацька влада підтримувала саме Ґоразда II. 1925 року народний синод офіційно проголосив створення Чехословацької православної церкви, що залишалась під юрисдикцією Сербського патріархату. У 1926 до неї приєдналися і більшість вірних Константинопольського патріархату.
Як православний лідер нової нації Чехословаччини, єпископ Ґоразд заклав основи православної церкви по всій Богемії, Моравії, а також до Словаччини. У Богемії він керував будівництвом одинадцяти церков та двох каплиць. Він також видав основні книги для проведення церковних служб, які були перекладені на чеську мову. Він надавав допомогу тим, хто перебував у Словаччині та Карпато-Україні, яка тоді входила до складу Чехословаччини, і хто хотів повернутися до східно-православної віри з Унії з Римом. Таким чином, у міжвоєнний період єпископ Горазд побудував невеличку чеську церкву, яка під час Другої світової війни показала б, наскільки міцно вона пов’язана з чеською нацією.
До 1931 р. Східно-православне оновлення у східній Словаччині та Карпато-Україні прогресувало дуже добре, що дозволило створити другу єпархію, яка отримала назву: Мукачівська та Прешівська єпархія. Ця єпархія також була створена під егідою Сербської православної церкви. Першим єпископом Мукачева та Пряшева був Дамаскін Грданіцький. У 1938 році його змінив єпископ Володимир Раїч.

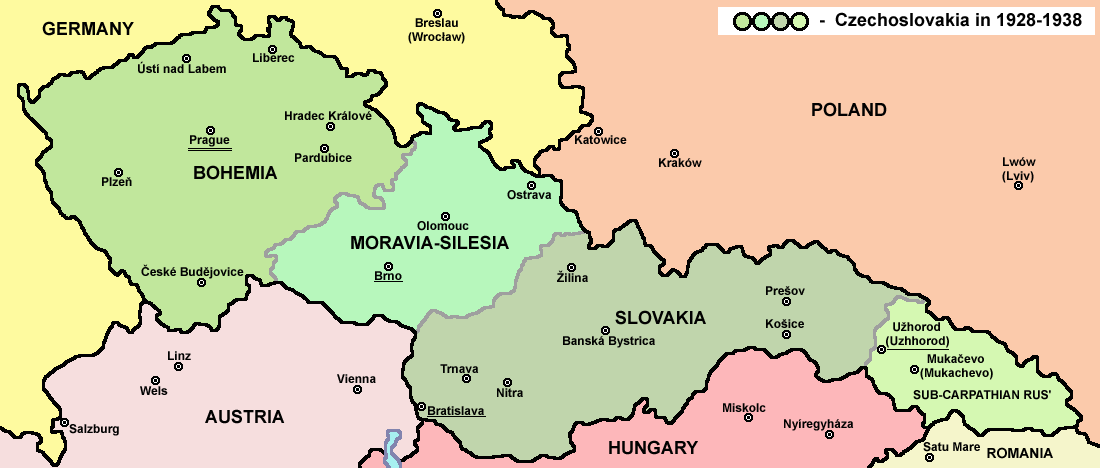
Чехословаччина, з 1920 до 1938 року

У 1938 р. Третьому рейху вдалося анексувати Судетську область від Чехословаччини під час Мюнхенської конференції. Того ж року, після Першої Віденської премії, південні частини Словаччини та Карпатської Русинії були анексовані Фашистською Угорщиною. Оскільки місто Мукачево було захоплено фашистською Угорщиною, єпископу Володимиру довелося переїхати до міста Хуст. У 1939 році Третій Рейх приєднав решту Чехії до протекторату Богемії та Моравії та встановив пронацистський режим у Словаччині. У той же час фашистська Угорщина окупувала решту Карпатської Русинії, а в 1941 році угорська влада заарештувала єпископа Володимира Раїча та депортувала його назад до Сербії.
Роки нацистської окупації (1938/9-1944 / 5) ознаменувалися оновленими обмеженнями та переслідуваннями. До 1942 року Рейнхард Гейдріх, архітектор Остаточного рішення, став губернатором Чеського протекторату. Після замаху на машину Гейдріха в Празі 27 травня 1942 р. Чеські та словацькі партизани сховались у крипті Св. Кирило-Методіївський собор перед продовженням втечі. Їм допомагали старші церковні миряни, які постійно інформували єпископа Ґоразда. Однак їх присутність була виявлена нацистами, і 18 червня нацисти напали на їх схованку в соборі, змусивши їх покінчити життя самогубством. Православні священики, миряни та єпископ Ґоразд були заарештовані та вбиті розстрілами 4 вересня 1942 року.
У відповідь нацисти заборонили церкві діяти в Богемії та Моравії. Церкви та каплиці були закриті, проведено облаштування чехів, включаючи все село Лідіце, жителів якого або вбивали, або відправляли до таборів примусової праці. Для православних ціла церква зазнала нацистських переслідувань і була знищена. Загалом було страчено 256 православних священиків та мирян, церковне життя зупинилося.

### Повоєнні події
У 1945 році, після включення Карпатської України до СРСР як Закарпатської області, східні частини Мукачівської та Прешівської єпархії були передані з верховної юрисдикції Сербської православної церкви під юрисдикцію Російської православної церкви, і на цій території нова Єпархія Мукачево та Ужгород були утворені, тоді як західна частина єпархії залишилася в Чехословаччині та була реорганізована як Прешовська єпархія.
Після Другої світової війни православна церква в Чехословаччині розпочала своє відновлення без свого єпископа. 9 грудня 1951 року Патріарх Московський надав автокефалію Православній церкві Чехословаччини, хоча Константинополь не визнав цю акцію автокефалію, яка розглядала Чехословацьку церкву як автономну під своєю владою. Пізніше Константинопольський патріарх видав Томос в 1998 році.
Коли комуністи захопили країну в квітні 1950 р., уряд скликав синод Словацької греко-католицької церкви в Пряшеві, на якому п'ять священиків і певна кількість мирян підписали документ, що заявляє, що унія з Римом розірвана і просить прийняти її в юрисдикція Московського патріархату, згодом православної церкви Чехословаччини. Потім уряд передав право управління греко-католицькими церквами та іншим майном православній церкві.
Під час Празької весни 1968 року колишнім греко-католицьким парафіям було дозволено відновити спілкування з Римом. Із 292 залучених парафій 205 проголосували «за». Це була одна з небагатьох реформ Дубчека, яка пережила радянське вторгнення того ж року. Однак більшість їх церковних споруд залишилися в руках православної церкви. Після повалення комунізму в «Оксамитовій революції» 1989 року більшість церковного майна була повернута Словацькій греко-католицькій церкві до 1993 року.
Мученицька смерть єпископа Ґоразда була визнана Сербською православною церквою 4 травня 1961 року, яка канонізувала Ґоразда як новомученика. Згодом, 24 серпня 1987 року, він був канонізований у соборі Святого Ґоразда в Оломоуці, Моравія.

### XXI століття
Архиєпископ Прешовський Растислав був обраний Надзвичайним Синодом, який відбувся 11 січня 2014 року, новим предстоятелем. 9 грудня 2013 року Синод усунув архиєпископа Брно-Оломоуцького Симеона (Яковлевича) з посади Локума Тененса (тимчасового адміністратора після відставки попереднього предстоятеля, архієпископа Кристофа, через звинувачення у сексуальних стосунках з жінками) та призначив Архиєпископ Растислав на його місце, акція, проти якої протестував архієпископ Симеон і яка була розгорнута Вселенським Патріархом Константинопольським Вартоломієм І.

#### Відносини з Православною церквою України
Православна церква Чеський земель і Словаччини остаточно не визначилися щодо початку євхаристійного спілкування з Православною церквою України. У лютому 2019 року Синод Православної Церкви Чеських земель і Словаччини заявив про збереження «стриманого ставлення» до Православної церкви України до досягнення всеправославного консенсусу з питання її автокефалії. Однак 20 листопада 2019 року єпископ Шумперський ПЦЧЗС Ісая співслужив предстоятелю Православної церкви України митрополиту Епіфанію. Що цікаво, Св. Синод на своєму засіданні 17 грудня 2019 р. не став застосовувати щодо єп. Ісаї жодні санкції.

## Організація та структура
Після розпаду Чехословаччини на незалежні країни Чехію та Словаччину в 1993 р. церковна діяльність продовжувалась у кожній країні як окремі юридичні особи: у Чехії як Православна Церква на Чеських землях і в Словаччини як Православна Церква в Словаччині, але канонічна єдність зберігалася як Православна церква Чеських земель і Словаччини. Зараз церква організована у чотири єпархії, розділені на два адміністративні центри: Митрополита Ради Чехії, що проживає у Празі, та Митрополита Ради Словацької Республіки в Пряшеві. Під Радою Чеських земель (Прага) знаходяться Празька та Оломоуцько-Брнська єпархії, тоді як Прешовська та Міхаловська єпархії знаходяться під Радою Словаччини (Пряшева).
Після смерті митрополита Праги та всієї Чехословаччини Доротея архієпископом Прешовським Миколою було обрано новим митрополитом, а первинний престол церкви перенесено з Праги до Пряшева. Митрополит Микола 30 січня 2006 р., а його місце замінив архієпископ Празький та Чеські землі Христофор (обраний 2 травня 2006 р.). У Чехії 82 парафії, 51 - у Богемії та 31 - у Моравії та Сілезії. У Словаччині налічується 90 парафій, з них 69 - в Прешовській та 21 - в Єпархії Михайлівці. Православний богословський факультет Прешівського університету забезпечує освіту для майбутніх священиків об’єднаної Церкви. Факультет підтримує відособлену філію в Оломоуці.
Монастир святого Прокопія Сазавського знаходиться в Мості, а Успенський у Вілемові.
Нинішнім предстоятелем Чехословацької православної церкви є Ростислав з Пряшева (народився Ондрей Ґонт), митрополит Чеських земель та Словаччини з 2014 року.

### Предстоятелі
- Єлевферій (Веніамін Воронцов) (8 грудня 1951 — 28 листопада 1955)
- Іоан (Михайло Кухтін) (17 травня 1956–1964)
- Дорофей (Дмитро Филип) (25 жовтня 1964 — 30 грудня 1999)
- Миколай (Мікулаш Коцвар) (4 червня 2000 — 30 січня 2006)
- Христофор (Радім Пулець) (28 травня 2006 — 12 квітня 2013)
- Ростислав (Ондрей Ґонт) (з 11 січня 2014)

### Архиєпархії й архиєпископи
- Архиєпархія Пряшева та Словаччини: Ростислав (Ґонт), Митрополит Чеських земель і Словаччини (з 2014)[30]
- Архиєпархія Праги та Чеських земель: Михаїл (Дандар) (з 2015)
- Оломоуцько-Брненська єпархія: Сімеон (Яковлевич) (2000-2024)
- Михалівсько-Кошицька православна єпархія: Георгій (Странський) (з 2007)

### Намісні єпархії та єпископи
- Бероунська єпархія: Йоаким (Грді) (з 2015), вікарний єпископ Праги

- Оломоуцько-Брненська єпархія: Ісаія (Сланінка) (з 2015) вікарний єпископ Шумперкський